# Taffy Abel
Clarence "Taffy" Abel, född 28 maj 1900 i Sault Sainte Marie, död 1 augusti 1964 i Sault Sainte Marie, var en amerikansk ishockeyspelare. Han blev olympisk silvermedaljör i Chamonix 1924. Han bar den amerikanska flaggan vid invigningen och gjorde femton mål i turneringen.
Han började spela i NHL för New York Rangers 1926 och fortsatte spela med Chicago Blackhawks 1929.

## Meriter
- OS-silver 1924

## Statistik
| 1926–27 | New York Rangers   | NHL | 44 | 8 | 4 | 12 | 78 | 2 | 0 | 1 | 1 | 8  |
| 1927–28 | New York Rangers   | NHL | 23 | 0 | 1 | 1  | 28 | 9 | 1 | 0 | 1 | 14 |
| 1928–29 | New York Rangers   | NHL | 44 | 3 | 1 | 4  | 41 | 6 | 0 | 0 | 0 | 8  |
| 1929–30 | Chicago Blackhawks | NHL | 38 | 3 | 3 | 6  | 42 | 2 | 0 | 0 | 0 | 10 |
| 1930–31 | Chicago Blackhawks | NHL | 43 | 0 | 1 | 1  | 45 | 9 | 0 | 0 | 0 | 8  |
| 1931–32 | Chicago Blackhawks | NHL | 48 | 3 | 3 | 6  | 34 | 2 | 0 | 0 | 0 | 2  |
| 1932–33 | Chicago Blackhawks | NHL | 47 | 0 | 4 | 4  | 63 | — | — | — | — | —  |
| 1933–34 | Chicago Blackhawks | NHL | 46 | 2 | 1 | 3  | 28 | 8 | 0 | 0 | 0 | 8  |